# Kyle (Escocia)

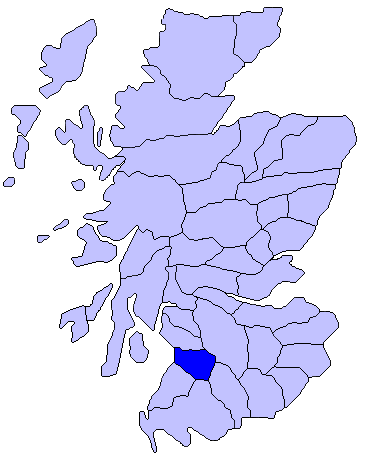
El antiguo distrito de Kyle en un mapa de Escocia.

Kyle (o Coila, poéticamente) era un distrito condal de Escocia, que hoy forma parte de Ayrshire Este y Ayrshire Sur. Se sostiene que debe su nombre al 'Viejo rey Cole,' un monarca de los britanos, que fue murió honorablemente en una batalla que se disputó en esta región.
Kyle limita con Cunninghame y Clydesdale al norte y este respectivamente, con el condado de Carrick al sur, sobre el río Kyle, y con el Firth of Clyde al oeste. 